# Indigofera bojeri
Indigofera bojeri är en ärtväxtart som beskrevs av John Gilbert Baker. Indigofera bojeri ingår i släktet indigosläktet, och familjen ärtväxter. Inga underarter finns listade i Catalogue of Life.